# Бойкот инвестиций в ископаемое топливо

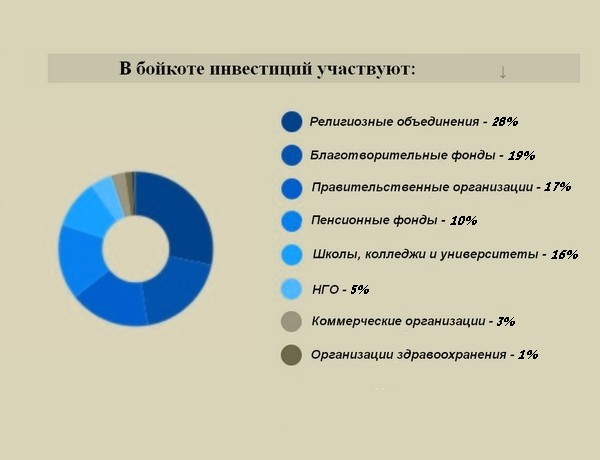
Институциональные участники бойкота инвестиций в ископаемое топливо (по данным 350.org)

По состоянию на 2019 год 1200 предприятий, владеющих 12 триллионами долларов, были выведены из отрасли ископаемого топлива

Бойкот инвестиций в ископаемое топливо — изъятие инвестиционных активов, включая акции, облигации и фонды, из компаний, участвующих в добыче ископаемого топлива для борьбы с изменением климата. За бойкот выступают несколько общественных экологических групп, к 2015 году изъятие инвестиций из ископаемого топлива стало самым быстро растущим процессом вывода капитала в истории. Движение началось в 2011 году в кампусах нескольких американских университетов, когда студенты потребовали от их администраций отказаться от инвестиций в ископаемое топливо и вместо этого вкладывать деньги в чистую энергию и расширение прав и возможностей тех, кто наиболее пострадал от изменения климата. К ноябрю 2018 года движение поддержали 998 организаций и 58 тыс. частных лиц, совокупно владеющие активами на сумму $ 7,18 трлн. К декабрю 2019 года в общей сложности 1200 учреждений и более 58 000 человек, представляющих активы на сумму 12 триллионов долларов США по всему миру, были лишены ископаемого топлива.

## Мотивы

### Сокращение эмиссии СО2
Бойкот инвестиций в ископаемое топливо направлен на снижение выбросов углекислого газа и переход к возобновляемым источникам энергии путём «стигматизации» топливных компаний. Активисты оказывают давление на компании, участвующие в добыче ископаемого топлива, понуждая их вместо этого инвестировать в возобновляемые источники энергии. По данным Межправительственной группы экспертов по изменению климата, чтобы обеспечить 66 % шанс избежать опасного изменения климата, все будущие выбросы двуокиси углерода должны составить менее 1000 гигатонн, эта цифра включает в себя все источники эмиссии. Таким образом, лишь треть известных запасов ископаемого топлива может быть использована; этот бюджет может быть ещё снижен за счёт роста других источников эмиссии, таких, как вырубка лесов и производство цемента. Существуют также оценки, согласно которым возможен существенный рост других источников эмиссии, в результате чего не более 10 % запасов ископаемого топлива могут остаться доступны для использования.
Я думаю, это часть процесса делегитимации этого сектора экономики и признания того факта, что их прибыли одиозны, что это не нормальная бизнес-модель... Это начало новой модели, которая нам нужна, первый шаг состоит в том, чтобы сказать о неприемлемости такого рода прибылей. Когда мы вместе говорим это, и верим в это, и выражаем наше мнение в наших университетах, в церквях, в муниципальных советах, мы убеждаемся, что наша цель близка — это утверждение принципа «загрязнитель платит».
— Наоми Кляйн

### Действия на основе Парижского соглашения: «принцип Торонто»
«Принцип Торонто» — это стратегия кампании бойкота инвестиций, согласно которой активисты ставят себе целью претворение в жизнь целей, изложенных в Парижском соглашении 2015 года. Впервые он был упомянут Бенджамином Франтой в студенческой газете Гарвардского университета при описании кампании в университете Торонто. После того, как движение 350.org 6 марта 2014 года подало петицию об отказе от инвестиций, президент Гертлер создал специальный консультативный комитет по выводу инвестиций из ископаемого топлива. В декабре 2015 года комитет представил доклад с несколькими рекомендациями. В докладе утверждалось, что «целенаправленный и принципиальный уход от инвестиций в ископаемое топливо, отвечающий чётким критериям, должен стать важной частью ответа университета Торонто на вызовы изменения климата». Авторы доклада пошли дальше, провозгласив солидарность с Парижским соглашением. Они рекомендовали, чтобы университет отказался от сотрудничества с компаниями, которые «нагло игнорируют международные усилия по ограничению роста средней глобальной температуры к 2050 году величиной не более 1,5 °С по сравнению с доиндустриальным уровнем. Это компании, добывающие ископаемое топливо, их действия являются несовместимыми с согласованными на международном уровне целями». Франта назвал этот подход «принципом Торонто», который, как он утверждал, сводит воедино риторику и практическое действие. Он утверждал, что все общественные институты несут ответственность за претворение в жизнь Парижского соглашения. «Гарвард также мог бы принять этот принцип Торонто, и мир изменился бы к лучшему». Франта также уточнил детали применения «принципа Торонто», в частности, необходимость «вывода инвестиций из угольных компаний и угольных электростанций, компаний, стремящихся к нетрадиционному или агрессивному развитию своего бизнеса на ископаемом топливе (включая нефть из Арктики и нефтеносные пески), и, возможно, также из компаний, которые искажают публичную политику или вводят в заблуждение общественность в вопросе о климате. Такого рода действия несовместимы с Парижским соглашением». Он также утверждает, что влиятельные общественные институты могут использовать свой статус и власть для осмысленного реагирования на вызов изменения климата, и действовать на основе целей Парижского соглашения.

### Экономика

#### Фальшивые активы — Углеродный пузырь

Углеродный пузырь по данным Инициативы по отслеживанию углерода на 2013 год

Фальшивые активы, применительно к топливным компаниям называемые «углеродным пузырем», возникают вследствие невозможности по экологическим причинам использовать запасы ископаемого топлива, которые в силу этого являются бесполезными и подлежат списанию. В настоящее время стоимость акций компаний, добывающих ископаемое топливо, определяется исходя их предположения, что все их запасы ископаемого топлива будет использоваться и поэтому истинная цена двуокиси углерода с учётом его роли в глобальном потеплении не принимается во внимание при оценке компании на фондовом рынке. В 2013 году исследование, проведенное HSBC показало, что от 40 % до 60 % от рыночной стоимости ВР, Royal Dutch Shell и других европейских топливных компаний могут быть потеряны при введении регулирования эмиссии СО2. Руководитель Банка Англии Марк Карни, выступая на семинаре Всемирного банка в 2015 году, заявил: "Если глобальное повышение температуры должно быть ограничено величиной 2C, большая часть запасов «несжигаемы». В июне 2014 года Международное энергетическое агентство опубликовало независимый анализ о влиянии контроля над эмиссией. По оценке агентства, к 2035 году инвестиции в ископаемое топливо на сумму $ 300 млрд будут обесценены при условии сокращений эмиссии СО2 в соответствии с целью ограничить потепление величиной 2°С. В анализе утверждается, что в топливно-энергетическом секторе будет досрочно прекращена работа генерирующих мощностей стоимостью около $ 120 млрд до покрытия издержек на их создание, кроме того, не окупятся расходы на разведку новых запасов нефти (около $ 130 млрд.) и газа (около $ 50 млрд.) Согласно докладу Инициативы по отслеживанию углерода, за 2010—2015 годы угольный сектор США потерял 76 % своей стоимости, за это время закрылось 200 шахт. Причинами являются меры Агентства по защите окружающей среды (EPA) по регулированию этой отрасли, а также конкуренция со стороны сланцевого газа.

## Последствия

### Стигматизация бизнеса на ископаемом топливе
Исследование, выполненное в Оксфордском университете показывает, что остракизм топливных компаний, вызванный кампанией бойкота инвестиций, может «существенно увеличить неопределенность в отношении будущих денежных потоков от этих компаний». Это, в свою очередь, «может привести к постоянному давлению на их рыночные показатели в частности, на отношение цены акций к прибыли (P / E)».
Конечный результат процесса стигматизации представляет собой наиболее далеко идущую угрозу для компаний, добывающих ископаемое топливо. Любой текущий ущерб в сравнении с этим меркнет.
Stranded assets and the fossil fuel divestment campaign: what does divestment mean for the valuation of fossil fuel assets? www.smithschool.ox.ac.uk/. University of Oxford. Дата обращения: 11 марта 2015. Архивировано из оригинала 3 июля 2016 года.
 Согласно исследованию, проведённому в 2013 году Aperio Group, экономические риски отказа от инвестиций в ископаемое топливо в отношении компаний, входящих в индекс Руссель 3000, «статистически незначительны».

## Реакция топливного бизнеса
В октябре 2014 года Exxon Mobil заявила, что бойкот инвестиций в ископаемое топливо «не в ладах с реальностью» и что «не использовать ископаемое топливо всё равно что не использовать энергию вообще, а это не представляется возможным». В марте 2014 года Джон Фелми, главный экономист Американского института нефти, заявил, что движение бойкота компаний по добыче ископаемого топлива «по-настоящему возмущает» его. По его мнению, учёные и активисты, которые поддерживают бойкот «дезинформированы, не осведомлены или сознательно лгут». Фелми особенно критиковал эколога и автора статей Билла Мак Киббена. Всемирная ассоциация угля высказала мнение, что бойкот инвестиций вовсе необязательно приведет к сокращению спроса на ископаемые виды топлива, результатом скорее будет потеря влияния экологически сознательных инвесторов на деятельность топливных компаний. На деле в течение последнего десятилетия уголь является самым используемым сырьём для производства стали и цемента в развивающихся странах.

## Рост масштабов глобального движения за бойкот
Начавшись в 2011 году с нескольких университетов, к весне 2012 года кампания распространилась приблизительно на 50 из них. К сентябрю 2014 года 181 организация и 656 частных лиц взяли на себя обязательства изъять инвестиции на сумму более $ 50 млрд. Годом позже, в сентябре 2015 это были уже 436 организаций и 2040 индивидуальных участников в 43 странах, с суммарными активами $ 2,6 трлн.

## Группы, участвующие в кампании

### Fossil Free АНУ
Кампания в Австралийском национальном университете является одной из самых продолжительных. Хотя полный отказ от инвестиций ещё не достигнут, движение имеет значительные достижения, особенно в 2011 и 2014 годах.

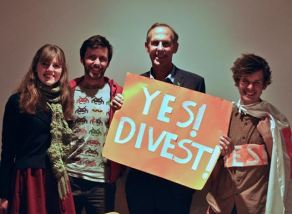
Активисты Австралийского Национального университета с Бобом Брауном

Группа активистов Fossil Free ANU образовалась из числа участников организации Экологический Коллектив АНУ, действующей на основе консенсуса и неиерархической группы студентов, связанных с Австралийской студенческой экологической сетью, когда в 2011 году студенты узнали, что их университет является двенадцатым по величине акционером угольной компании Metgasco. После ряда акций протеста в октябре 2013 года Совет университета объявил, что АНУ выведет свои инвестиции из Metgasco. Совет ссылался на мнение студентов и на то, что эти инвестиции не соответствуют этическим стандартам и не одобрены организацией Australian Ethical Investments. Тем не менее, в 2012 году протесты продолжились, когда стало известно, что АНУ лишь сократил свою долю в Metgasco с 4 до 2,5 млн акций. В конечном счёте выяснилось, что АНУ имеет существенные пакеты акций в нескольких крупных добывающих компаниях, и одновременно с продажей акций Metgasco покупает акции аналогичной компании Santos. Студенческий протест и общественное давление привели к тому, что Совет АНУ в конце 2013 г. по образцу Стэнфордского университета принял социально ответственную политику инвестиций, целью которой является «избегать инвестиционных возможностей, которые могут вызвать существенный социальный ущерб».

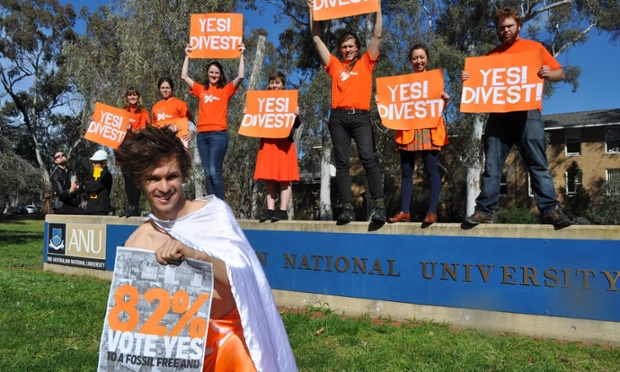
В октябре 2014 года более 82 % студентов АНУ проголосовали за полный отказ от инвестиций в ископаемое топливо

В 2014 году студенты из Fossil Free АНУ организовали первый студенческий референдум. На выборах в АНУ в сентябре более 82 % студентов проголосовали за отказ от инвестиций в ископаемое топливо. Явка на этих студенческом выборах была самой высокой за последние более чем десять лет. В октябре 2014 года Совет АНУ объявил, что выводит инвестиции из семи компаний, две из которых, Santos и Oil Search, продемонстрировали низкие показатели в независимом обзоре, проведенном Австралийским центром этических исследований. Это решение вызвало длившуюся месяц полемическую атаку со стороны влиятельной газеты Australian Financial Review, которая опубликовала более 53 статей, критикующих это решение, в том числе 12 — на первых полосах. Главный редактор издания объявил отказ от инвестиций столь же «морально извращённым», как запрет на ношение паранджи. Эти нападки, которые в редакционной статье Canberra Times были названы «граничащими с истерией», закончились вмешательством членов правительства. Глава казначейства Джо Хоки заявил, что Совет АНУ «утратил контакт с реальностью, забыв о том, что движет вперёд австралийскую экономику и создаёт новые рабочие места». Министр образования Кристофер Пайн назвал происшедшее «дикостью». Премьер-министр Тони Эббот назвал отказ инвестировать «тупым». Активисты Fossil Free АНУ, в свою очередь, выражали мнение, что такая реакция политиков демонстрирует не только «сговор государственной власти и горнодобывающей промышленности», но и 
подтверждает важную роль мнения рядовых граждан в преодолении бездействия общества перед лицом климатической проблемы

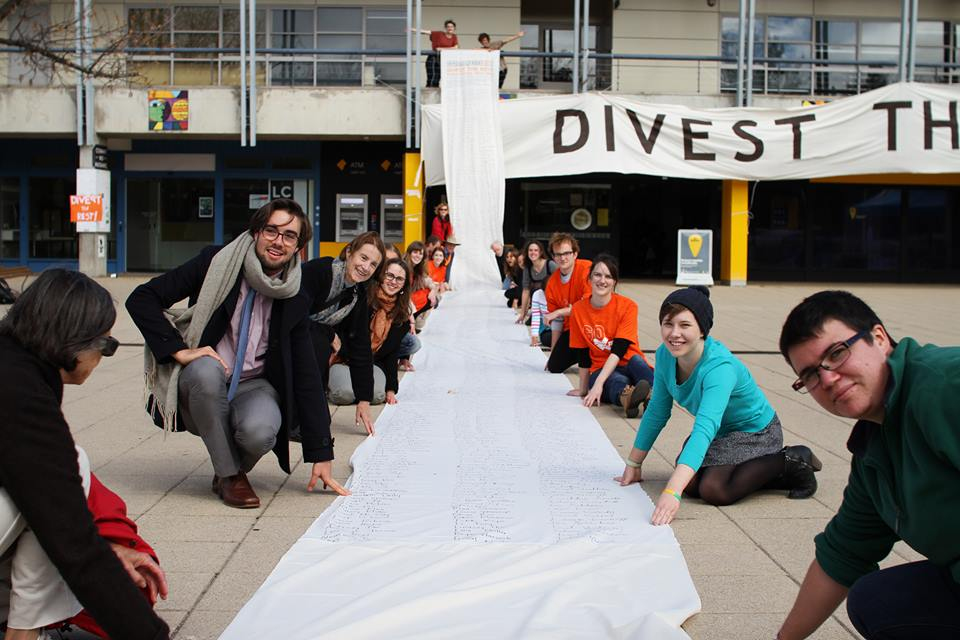
Студенты АНУ с гигантской петицией, адресованной Совету университета.

 Встречаясь со студентами в разгар полемики вокруг решения об изъятии инвестиций вице-канцлер АНУ Иан Янг сказал активистам Fossil Free АНУ, что первоначально он считал вопрос «второстепенным», но реакция добывающих компаний убедила его, что студенты «целиком и полностью правы». Тем не менее, АНУ всеё ещё продолжает владеть некоторым количеством акций добывающих компаний, и Fossil Free ANU продолжает борьбу под лозунгом «избавимся от остатков».

### 350.org
350.org — международная экологическая организация, призывающая граждан к действиям с верой в то, что привлечение внимания к возрастающему уровню углекислого газа в атмосфере окажет давление на мировых лидеров для решения проблемы изменения климата путём снижения уровня СО2 с 400 до 350 частей на миллион. В рамках своей активности 350.org в 2012 году начала кампанию за отказ от ископаемого топлива, в рамках которой она обращается к колледжам и университетам, а также к городским советам, религиозным организациям и пенсионным фондам с призывом отозвать свои инвестиции в компании, добывающие ископаемое топливо.

### Гардиан
В марте 2015 г. Гардиан начала кампанию «Оставьте всё это в недрах», побуждая две коммерческие структуры — Wellcome Trust и Bill and Melinda Gates Foundation — к изъятию активов из компаний по добыче ископаемого топлива, в которых они имеют как минимум $ 1,4 млрд инвестиций. К концу марта 2015 года под петицией было собрано свыше 140 тысяч подписей.

### Divest Harvard
Divest Harvard — организация в Гарвардском университете, ставящая своей целью принудить университет изъять свои инвестиции из компаний, добывающих ископаемое топливо. Группа основана в 2012 году студентами Гарвардского колледжа. В ноябре 2012 года в колледже был проведён референдум по вопросу об изъятии инвестиций с 72 % поддержки, в мае 2013 года такой же референдум прошёл в Гарвардской школе права, предложение получило поддержку 67 %. Вскоре представители Divest Harvard вступили в диалог с администрацией университета, но переговоры оказались безрезультатными. В октябре 2013 года администрация официально объявила, что университет не будет рассматривать политику изъятия инвестиций. После этого активисты Divest Harvard приступили к организации митингов, учебных семинаров и дебатов. В марте 2014 года студенты записали спонтанный обмен мнениями с президентом университета Дрю Фауст, в ходе которого последняя утверждала, что топливные компании не препятствуют действиям против изменения климата. Эта видеозапись стала предметом оживлённой полемики. В апреле 2014 года группа из почти 100 бывших выпускников Гарварда обнародовала открытое письмо к администрации университета, выразив поддержку изъятию инвестиций. За этим последовала 30-часовая блокада офиса президента Гарварда студентами, недовольными отказом президента принимать участие в публичном обсуждении вопроса; администрация Гарварда прекратила эту блокаду с помощью полиции. После этого президент университета заявила, что не будет участвовать в публичных дебатах, которых требуют от неё студенты и преподаватели, и не будет вести переговоры с Divest Harvard. В мае 2014 года группа гарвардских выпускников предприняла демарш в присутствии президента университета во время встречи выпускников. Они встали с мест и развернули плакат за изъятие инвестиций. Их удалили с мероприятия и им было запрещено появляться в университетском кампусе. В сентябре 2014 года около 150 профессоров и преподавателей Гарвардского университета возобновили свои призывы к проведению открытого форума об изъятии инвестиций. В октябре 2014 года Divest Harvard организовала трехдневную разъяснительную кампанию с целью обратить внимание на опасность изменения климата. В ноябре 2014 года группа студентов, называющих себя Climate Justice Coalition подала иск против администрации Гарварда, требуя изъятия инвестиций на основании статуса Гарвардского университета как некоммерческой организации., иск был отвергнут Верховным судом штата Массачусетс, истцы заявили о намерении обжаловать решение. В январе 2015 года стало известно, что университет значительно увеличил свои прямые инвестиции в топливные компании, а число преподавателей и выпускников, поддерживающих вывод инвестиций возросло. К апреле 2015 года число профессоров и преподавателей, поддерживающих изъятие инвестиций, достигло 250. Клуб выпускников Гарварда в штате Вермонт официально проголосовал за отзыв инвестиций. Divest Harvard объявила о создании фонда из пожертвований, которые будут перечислены университету при условии выполнения этих требований. В феврале 2015 года Divest Harvard на 24 часа блокировала офис президента университета в знак протеста против отказа администрации вступать в переговоры с противниками инвестиций. За этим последовало открытое письмо группы видных выпускников Гарварда с призывом отказаться от инвестиций. В апреле 2015 года Divest Harvard и выпускники университета провели серию акций протеста, названных «горячей неделей», она включала митинги, марши, разъяснительные мероприятия и акции гражданского неповиновения, в том числе блокаду административных зданий. Администрация университета избегала каких-либо контактов с протестующими. После «горячей недели» Divest Harvard провела не объявленную заранее однодневную блокаду офиса президента Гарварда в знак протеста против продолжающегося бездействия администрации университета.

## Поддержка бойкота инвестиций

### Политики и знаменитости
Ряд известных людей и организаций высказались в поддержку бойкота инвестиций, в их числе: Барак Обама, Леонардо ДиКаприо, специальный представитель Генерального секретаря ООН по вопросам изменения климата Мэри Робинсон. Десмонд Туту выразил поддержку бойкоту ископаемого топлива, сравнив его с международным бойкотом расистского режима ЮАР во времена апартеида. 
Мы должны остановить изменение климата, и мы можем это сделать, если будем использовать тактику, которая сработала в Южной Африке против самых одиозных загрязнителей атмосферы... На протяжении всей своей жизни я считал, что единственной реакцией на несправедливость является то, что Махатма Ганди называл «пассивным сопротивлением». Во время борьбы против апартеида в Южной Африке, с помощью бойкотов, санкций и отказа от инвестиций, с помощью наших друзей за рубежом мы смогли создать не только экономическое, но и серьезное моральное давление на несправедливое государство.
— Десмонд Туту
 В 2015 году Лондонская Ассамблея приняла обращение с призывом к мэру Лондона немедленно вывести средства пенсионных фондов города из компаний, добывающих ископаемое топливо.

### Поддержка со стороны инвесторов
- В мае 2015 года крупнейшая страховая компания Франции AXA объявила о намерении до конца года полностью избавиться от своих угольных активов на сумму €500 млн.[40]
- В конце ноября 2015 года транснациональная страховая компания Allianz с активами более $600 млрд объявила о своём отказе вкладывать средства в компании, «получающие более 30 % прибылей или энергии из угля»[41]
- Также в ноябре 2015 года голландский пенсионный фонд PFZW (активы €161 млрд.) принял решение до 2020 года деинвестировать почти все свои средства, вложенные в уголь, что позволит на 30 % сократить его зависимость от бизнеса на ископаемом топливе.[42]
- В июле 2013 года норвежский пенсионный фонд Storebrand заявил о деинвестировании своих средств из 19 топливных компаний, признав эти вложения в долговременном плане «финансово бессмысленными». В январе 2014 года список был расширен до 23 компаний, плюс к этому было объявлено об изъятии средств из 11 фирм-производителей пальмового масла, ответственных за массовое уничтожение тропических лесов.[43]
- Директор Института Земли Джеффри Сакс, выступая на 5-м ежегодном пенсионном и инвестиционном форуме в декабре 2015 года, призвал институциональных инвесторов взять на себя фидуциарную ответственность и с целью снижения неоправданного риска финансовых потерь вывести инвестиции из ископаемого топлива.[44]
- Всемирный банк, Европейский инвестиционный банк, Эксимбанк США приняли политику, допускающую финансирование угольных электростанций лишь при «исключительных обстоятельствах». Запрет не будет касаться электростанций, применяющих захват и захоронение углекислого газа (англ. CCS).[45]

### Поддержка отдельных кампаний

#### Гарвардский университет

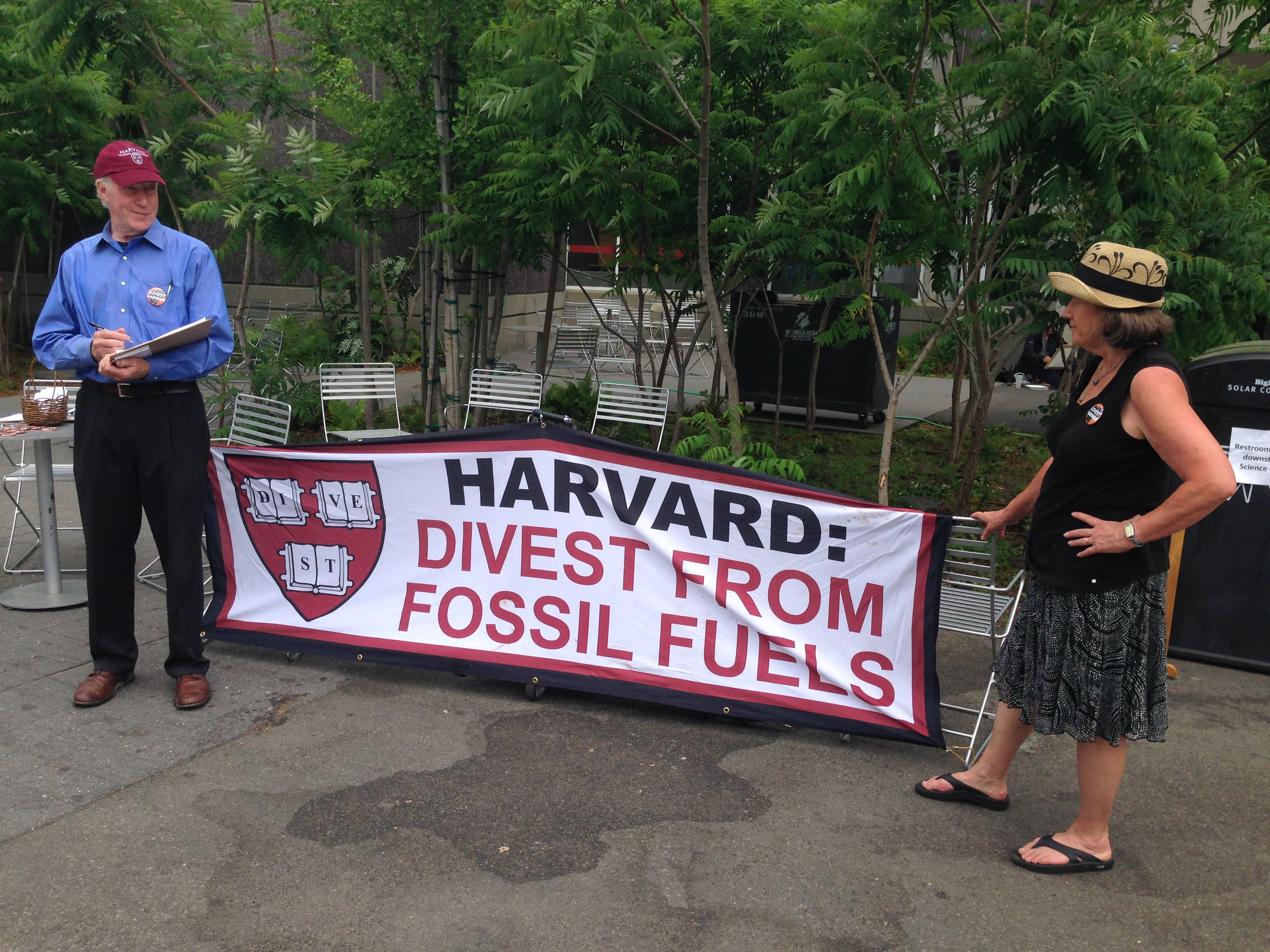
Сбор подписей за отказ от инвестиций в кампусе Гарвардского университета, май 2015 года

В феврале 2015 года группа известных людей, являющихся выпускниками Гарварда, написала открытое письмо администрации университета с требованием вывести $35,9 млн из угольных, газовых и нефтяных компаний. 
Студенты проделали замечательную работу, собрав поддержку подавляющего большинства, профессора также ясно выразили свою позицию. Тем не менее, Гарвард до сих пор не отказался от этих инвестиций, более того, их хотят удвоить за счет покупки акций самых «грязных» энергетических компаний на всей планете.
— Открытое письмо выпускников Гарварда, 2014
 Президент университета Дрю Фауст объяснила свою позицию в ответном открытом письме: 
Вывод инвестиций не будет иметь для компаний существенного финансового значения, в то же время он уменьшит то влияние, которое мы могли бы оказывать на этот бизнес. Бойкот инвестиций ведёт к конфронтации сознательных граждан и организаций с компаниями, которые имеют огромные возможности и несут ответственность за прогресс и достижение более устойчивого будущего.

#### Университет Глазго
Университет Глазго стал первым в Европе, отказавшимся инвестировать в ископаемое топливо. Известный разоблачитель спецслужб Эдвард Сноуден заявил: 
Я горд предоставить мою поддержку гражданской кампании за бойкот инвестиций в ископаемое топливо. Выступив против угрозы для планеты, которую несут с собой использование и разведка ископаемого топлива, студенты университета Глазго сослужили хорошую службу обществу, всем семьям, которые живут сегодня и будут жить завтра.
— Эдвард Сноуден

## Компании, в отношении которых применяется бойкот инвестиций
Бойкот применяется к большому числу добывающих компаний, активисты часто используют список 100 крупнейших в мире угольных компаний и 100 крупнейших нефтяных и газовых компаний, ранжированных по содержанию углерода в их запасах ископаемого сырья.

### Уголь
Из представителей угольного бизнеса стран СНГ в списке присутствуют Русал, Кузбасская Топливная Компания, Магнитогорский металлургический комбинат, НЛМК и Корпорация Казахмыс.

### Нефть и газ
В списке присутствуют Газпром, Роснефть, Лукойл, Новатек, Татнефть, Башнефть, КазМунайГаз.

## Финансовые институты, присоединившиеся к бойкоту или предпринявшие официальные шаги в этом направлении

### Местные власти и пенсионные фонды в США
- Нью Йорк — в январе 2018 года городские власти объявили, что в течение 5 лет деинвестируют $5 млрд из активов, связанных с ископаемым топливом. Они также намерены подать судебные иски против BP, ExxonMobil, Chevron, ConocoPhillips и Shell для взыскания с них издержек, которые город несёт из-за глобального потепления.[50]
- Амхерст, Кембридж, Нортхэмптон, Провинстаун и Траро, штат Массачусетс — к 2014 году муниципальные советы и городские собрания этих городов приняли резолюции, требующие от менеджеров пенсионных фондов вывести деньги из ископаемого топлива.[51]
- Анн-Арбор, штат Мичиган — в октябре 2013 года, после нескольких раундов рассмотрения, городской совет одобрил рекомендательную резолюцию с требованием к руководителям пеннсионной системы прекратить новые инвестиции в компании из списка 100 крупнейших угольных и 100 крупнейших нефтяных компаний и вывести все инвестиции из них в течение пяти лет.[52]
- Беркли, штат Калифорния — в 2013 году городской совет проголосовал за принятие официальной политики не вкладывать деньги города в акции топливных компаний; город планирует завершить процесс изъятия инвестиций в течение пяти лет.[53],
- Берлингтон, штат Вермонт — в декабре 2014 года городской совет Берлингтона единогласно постановил изучить возможность изъятия инвестиций из крупных добывающих компаний. Создана комиссия, которая представит свои предложения в течение года.[54]
- Итака, штат Нью-Йорк — в 2013 году мэр города заявил, что Итака не имеет никаких инвестиций в ископаемое топливо, и не будет их иметь, пока он остаётся мэром.
- Мэдисон, штат Висконсин — в июле 2013 года город одобрил резолюцию, согласно которой Мэдисон официально принимает политику не инвестировать в ископаемое топливо.[55]
- Провиденс, штат Род-Айленд — в июне 2013 года, городской совет проголосовал за резолюцию, предписывающую изъять средства города из крупных угольных, нефтяных и газовых компаний в течение пяти лет и не делать новых инвестиций в такие компании.[56]
- Сан-Франциско, штат Калифорния — в 2013 году Наблюдательный совет Сан-Франциско единогласно принял рекомендательную резолюцию, призывающую менеджеров пенсионной системы города изъять средства из ископаемых видов топлива; в марте 2015 года совет пенсионной системы города проголосовал за начало формальной процедуры, итогом которой может стать изъятие $540 млн из топливного бизнеса.[57]
- Санта-Моника, штат Калифорния — решение принято в 2013 году, процесс вывода средств(около $700 тыс.) завершён в течение года.[58]
- Сиэтл, штат Вашингтон — мэр обещал вывод инвестиций в 2012 году, но город и городской пенсионный фонд не завершили процесс.[59]

### Колледжи и университеты
Колледжи и университеты, которые частично или полностью освободились от инвестиций в ископаемое топливо или предприняли официальные шаги в этом направлении.
- Университет имени Джонса Хопкинса, Балтимор, штат Мэриленд — в декабре 2017 года совет попечителей решил ликвидировать инвестиции в компании, основным бизнесом которых является добыча угля для энергетических нужд.[60]
- Колледж Бреварда, штат Северная Каролина, США — в феврале 2015 года попечительский совет колледжа одобрил резолюцию, предусматривающую изъятие средств колледжа на сумму $600 тыс. из ископаемого топлива к 2018 году. Этот колледж стал первым примером такого рода на Юго-Востоке США.[61] * Калифорнийский институт искусств, Валенсия, штат Калифорния, США — в декабре 2014 года институт объявил, что он единовременно сокращает инвестиции в ископаемое топливо на 25 % (около $ 3,6 млн.) и продолжит процесс вывода средств в течение 5 лет, сокращая и далее своё прямое финансовое участие в добыче ископаемого топлива.[62]
- Университет города Чико, штат Калифорния, США — декабре 2014 года Совет управляющих фондами университета Чико проголосовал за изменение инвестиционной политики с целью исключить возможность приобретения акций компаний, добывающих ископаемое топливо. На момент принятия решения университет не имел прямых инвестиций в такие компании и чуть менее 2-х процентов его средств находилось в управляемых фондах, включающих вложения в ископаемое топливо. Резолюция требует исключения каких-либо прямых инвестиций в топ-200 компаний, добывающих ископаемое топливо и ликвидации в течение четырех лет всех вложений в управляемые фонды, которые не отказываются от инвестиций такого рода.[63]
- Технологический университет Чалмерса, Гётеборг, Швеция — в начале 2015 года университет стал первым в Швеции, отказавшимся инвестировать в ископаемое топливо. Университет продаст активы на сумму $600 тыс.[64]
- Атлантический колледж, Бар-Харбор, штат Мэн, США — в марте 2013 года совет попечителей колледжа проголосовал за отказ от дальнейшего сотрудничества с топливными компании. В эти компании были инвестированы средства колледжа на сумму около $ 1 млн.[65]
- Колледж Маршалловых островов, Маршалловы острова — в декабре 2014 года колледж объявил, что попечительский совет одобрит принятие политического заявления, согласно которому его небольшие средства (около $ 1 млн) будут выведены из ископаемого топлива.[66]
- Колледж Футхилл и колледж Ди Анза, Купертино, штат Калифорния, США — советы директоров в октябре 2013 года проголосовали за то, чтобы лишить компании из списка топ-200 добывающих ископаемое топливо возможности пользоваться деньгами этих учебных заведений к июню 2014 года, став первыми муниципальными колледжами в США, принявшими такое решение.[67]
- Университет Гумбольдта, Арката, Калифорния, США — по крайней мере с 2004 года университет не имеет прямых инвестиций в фирмы, связанные с ископаемыми видами топлива. В апреле 2014 года фонд развития университета, который осуществляет надзор за инвестициями, единогласно принял новую «Экологически ответственную политику в области компенсации ущерба и смягчения последствий» и «Декларацию о политике инвестиций», строго ограничив своё участие в различных отраслях промышленности, в том числе и в компаниях, косвенно связанных с ископаемым топливом.[68] В октябре 2014 года правление Фонда проголосовало за перевод в течение следующего года 10 % от общего портфеля инвестиций в «зеленые фонды» (без каких-либо связей с бизнесом на ископаемом топливе или подобных секторах), подтвердив свою прежнюю политику в отношении прямых инвестиций в ископаемое топливо. Также было решено создать отдельный новый фонд инвестиций, полностью свободный от ископаемого топлива, все доходы от которого пойдут на реализацию проектов устойчивого развития университетского городка.
- Колледж Годдарда, Плэйнфилд, штат Вермонт — в январе 2015 года колледж объявил, что закончил вывод своих средств из фирм, связанных с ископаемыми видами топлива. Он стал третьим по счёту колледжем в штате Вермонт, завершившим этот процесс.[69]
- Грин Маунтин колледж, Полтни, штат Вермонт, США — в мае 2013 года совет попечителей колледжа одобрил немедленный вывод средств из акций фирм, входящих в список 200 крупнейших публично торгуемых компаний на ископаемом топливе. Такие инвестиции составляли около 1 % от $ 3,1 млн инвестиций колледжа.[70]
- Гемпшир колледж, Амхерст, штат Массачусетс, США. В декабре 2011 года совет попечителей колледжа одобрил новую экологическую, социальную и инвестиционную политику, которая допускала лишь «пренебрежимо малое количество связанных с ископаемым топливом активов в нашем портфолио». В октябре 2012 года колледж объявил, что близок к завершению практической реализации этой политики.[71]
- Университет Сан-Франциско, Сан-Франциско, штат Калифорния, США — в 2014 году университетский фонд, который курирует инвестиции на сумму $ 51,2 млн, решил не делать новых инвестиций, связанных с « прямым владением компаниями со значительной вовлечённостью в добычу или использование угля или нефтеносного песка». Фонд также решил в будущем рассмотреть возможность деинвестирования средств из всех компаний, работающих в сфере ископаемого топлива.[72]
- Стэнфордский университет, Стэнфорд, штат Калифорния, США. В мае 2014 года в соответствии с рекомендацией консультативной группы совет попечителей университета проголосовал за вывод инвестиций на сумму $ 18,7 млн из компаний, у которых «основным видом бизнеса является уголь». Это сделало Стэнфорд «первым крупным университетом, оказавшим поддержку общенациональной кампании за очистку университетских фондов пожертвований и пенсионных фондов от инвестиций в ископаемое топливо» (Michael Wines, New York Times)[73]
- Стирлинг колледж, Крафтсбери, штат Вермонт, США — совет попечителей этого крошечного колледжа в феврале 2013 года проголосовал за изъятие инвестиций из компаний, входящих в список двухсот крупнейших по добыче ископаемого топлива. Колледж заявил о завершении к июлю 2013 года «очистки» своего фонда пожертвований общей суммой $920 тыс. от владения акциями компаний, работающих в сфере добычи ископаемого топлива.[74]
- «Новая школа» (англ. The New School), Нью-Йорк, США. В феврале 2015 года школа объявила, что она намерена в ближайшие годы избавиться от всех инвестиций в ископаемое топливо. Кроме того, «она также пересмотрит учебный план, чтобы уделять больше внимания вопросам изменения климата и экологической устойчивости».[75]
- Тихоокеанская религиозная школа, Беркли, штат Калифорния, США — в феврале 2015 года совет попечителей семинарии единогласно проголосовал за деинвестирование средств из 200 крупнейших компаний, работающих в сфере добычи ископаемого топлива (тех, что входят в список организации «Инициатива по отслеживанию углерода» CT200)[76]
- Юнити колледж, Юнити, штат Мэн, США — в 2008 году совет попечителей колледжа указал фирме, управляющей фондом пожертвований колледжа, на необходимость начать сокращение его связей с крупными энергетическими компаниями (в которые было вложено около 10 % портфеля инвестиций). В ноябре 2012 года Совет попечителей единогласно проголосовал за деинвестирование оставшихся вложений в ископаемое топливо (тогда около 3 % инвестиционного портфеля) в течение следующих пяти лет.[77] Процесс вывода средств завершен в 2014 году, на три года раньше намеченного срока.[78] Таким образом, этот колледж стал первым в США, деинвестировавшим свои средства из ископаемого топлива.[79]
- Университет Бедфордшира, Великобритания — в январе 2015 года университет решил формально закрепить свое ранее принятое неофициальное решение «не инвестировать в определённые секторы экономики, в частности, в ископаемое топливо».
- Университет Дейтона, Дейтон, штат Огайо, США — в мае 2014 года совет попечителей университета Дейтона единогласно одобрил план вывода инвестиций университета из компаний, входящих в топ-200 добывающих ископаемое топливо. На момент решения около 5 % ($ 35 млн.) из университетского пула инвестиций $ 670 млн было вложено в такие компании. Университет Дейтона стал первым католическим университетом в США, присоединившимся к бойкоту инвестиций. Решение было публично объявлено в июне 2014 года,[80] планируется оценить ход его выполнения через 18 месяцев.[81]
- Университет Глазго, Шотландия, Великобритания — в октябре 2014 года университет объявил о планах заморозить новые инвестиции в ископаемое топливо и деинвестировать средства, вложенные в ископаемые виды топлива в течение следующих десяти лет. Углеводородные инвестиции составляют около 4 % от общего фонда вложений университета; около $ 18 млн будут выведены в течение десятилетнего периода поэтапной ликвидации. Университет Глазго стал первым университетом в Великобритании, деинвестирующим свои средства из ископаемого топлива.
- Университет штата Мэн (система), США. В январе 2015 года Совет попечителей Университета штата Мэн (системы) единогласно проголосовал за ликвидацию прямых вложений в угледобывающие компании. Общий объем инвестиций системы составлял около $ 589 млн, решение затрагивает лишь прямые инвестиций в уголь ($ 502 тыс.), которые составляет около 30 % от общих вложений системы в уголь ($ 1,7 млн с учётом непрямых инвестиции). Некоторые члены совета заявили, что они готовы рассматривать полный вывод инвестиций в будущем. Независимо от этого решения, университет штата Мэн на Преск-Айл, один из семи в рамках системы, объявил, что его собственные средства полностью выведены из всех видов ископаемого топлива.[82]
- Университет штата Массачусетс, США. В декабре 2015 года Совет попечителей университета (системы) объявил о плане деинвестирования прямых вложений в угледобывающие компании. Это решение привело к эскалации длившихся уже четыре года студенческих протестов. 500 студентов захватили административное здание и удерживали его в течение недели, 34 из них были арестованы. 25 мая 2016 года совет попечителей объявил, что университет ликвидирует свои прямые вложения в ископаемое топливо и станет первым крупным общественным образовательным учреждением, принявшим такое решение.[83]
- Университет Виктория, Веллингтон, Новая Зеландия. В декабре 2014 года университет заявил о намерении деинвестировать свои средства из всех видов ископаемого топлива, став первым университетом в Новой Зеландии, предпринявшим такой шаг.[84]

## Благотворительные организации
В сентябре 2014 года ряд благотворительных фондов и частных лиц, в том числе Rockefeller Brothers Fund, создали «коалицию за деинвестирование» (англ. Global Divest-Invest Coalition) и объявили о своем намерении вывести средства из активов, связанных с ископаемым топливом. Первоначально члены коалиции располагали суммарными активами $50 млрд, в дальнейшем по мере присоединения новых участников сумма выросла до более чем $3 трлн. «Мы совершенно убеждены в том, что сегодня дальновидный бизнесмен, способный предвидеть будущее, неизбежно должен будет двигаться от ископаемого топлива к инвестированию в чистые, возобновляемые источники энергии».

## Религиозные организации
- Генеральный Синод Объединенной Церкви Христа (UCC) принял резолюцию с указанием на намерение деинвестировать церковные фонды из ископаемого топлива. План действий будет разработан к июню 2018 года. Первоначальное предложение, которое рассматривал Генеральный Синод, предусматривало деинвестирование в течение пяти лет; это положение было изменено после переговоров между сторонниками деинвестирования и руководством церковных фондов.[88] Также был учреждён отдельный фонд для пожертвований (собравший $16 млн.), который планируется сделать изначально свободным от инвестиций в ископаемое топливо.
- В июне 2014 года попечители Объединенной богословской семинарии (Нью-Йорк) единогласно проголосовали за начало вывода средств из ископаемого топлива. Общая сумма инвестиций семинарии составляет $108,4 млн.[89]

## Государства
- Первым государством, присоединившимся к бойкоту инвестиций, стала Ирландия[90]. Решением парламента правительство этой страны обязывается в течение пяти лет вывести  средства фонда стратегических инвестиций (€8,9 млрд) из ископаемого топлива. Установлен также запрет на новые инвестиции в углеродное топливо.